# Arkadi Ippolitowitsch Kelepowski

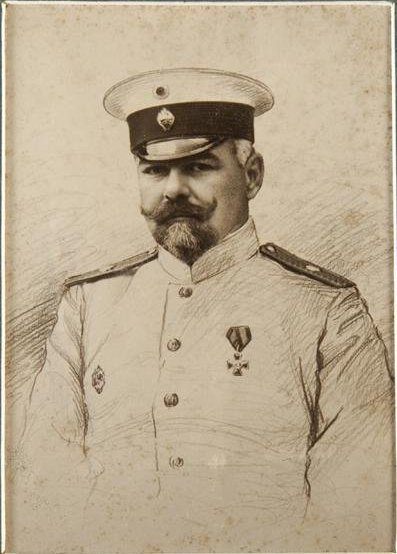
Arkadi Ippolitowitsch Kelepowski (1910)

Arkadi Ippolitowitsch Kelepowski (* 1870; † 1925 in Novi Sad) war ein russischer Politiker und Staatsmann. 
Der ältere Bruder von Sergei Ippolitowitsch Kelepowski wurde nach Absolvieren des Katkovsky Lyceums (Moskauer kaiserliches Lyceum zur Erinnerung an Zar Nikolaus) im Jahr 1887 ein Beamter für besondere Aufgaben des Großfürsten Sergei Alexandrowitsch Romanow († 1905), dem das Missgeschick bei den Krönungsfeierlichkeiten des Kaisers Nikolaus II. im Mai 1896 angelastet wurde. 
Zwischen 1906 und 1917 war er Gouverneur in den Gouvernements Lublin, Livland und Kharkov. 
1921 emigrierte er in das Königreich der Serben, Kroaten und Slowenen (später Königreich Jugoslawien), wo er Vorsitzender der Russischen Kolonie war.
| Personendaten    | Personendaten                       |
| ---------------- | ----------------------------------- |
| NAME             | Kelepowski, Arkadi Ippolitowitsch   |
| KURZBESCHREIBUNG | russischer Politiker und Staatsmann |
| GEBURTSDATUM     | 1870                                |
| STERBEDATUM      | 1925                                |
| STERBEORT        | Novi Sad                            |